# 리언 베일리
리언 패트릭 베일리(영어: Leon Patrick Bailey, 1997년 8월 9일 ~ )은 자메이카의 축구 선수로 현재 이탈리아 세리에 A의 로마에서 윙어로 활약 중이다.